# Frankfurt (Main) Flughafen Regionalbahnhof
Frankfurt (Main) Flughafen Regionalbahnhof (pl. Frankfurt nad Menem Lotnisko Dworzec Regionalny) – tunelowa stacja kolejowa we Frankfurcie nad Menem zbudowana pod terminalem 1 portu lotniczego Ren-Men. Obecnie na stacji zatrzymują się pociągi S-Bahn Ren-Men oraz pociągi osobowe (Regionalbahn) i przyspieszone (Regional-Express). W nocy zatrzymuje się na stacji wyjątkowo kilka pociągów InterCity.

## Historia
Stację otwarto 14 marca 1972 wraz z terminalem pasażerskim lotniska. Stanowiła pierwszą lotniskową stację kolejową na terenie ówczesnej Republiki Federalnej Niemiec. Stacja została zbudowana metodą odkrywkową i posiada trzy tory położone przy dwóch peronach. Do uruchomienia dworca dalekobieżnego 30 maja 1999 stanowił jedyny dworzec kolejowy lotniska. Od 1985 r. odjeżdżały z niego zatem także pociągi dalekobieżne InterCity, co przy trzech torach prowadziło do przeciążenia stacji ruchem kolejowym. Początkowo, w latach 80. przewidziana była dobudowa czwartego toru; uznano jednak, że mimo wysokich kosztów przebudowy po uruchomieniu linii dużych prędkości do Bonn i Kolonii stacja będzie nadal zbyt mała. Analiza wykonalności planów budowy dworca tunelowego położonego głębiej pod istniejącym dworcem regionalnym wykazała pozytywny wynik. Plany te porzucono z uwagi na zbyt duże koszty i zdecydowano się ostatecznie na budowę istniejącego dziś naziemnego dworca dalekobieżnego położonego około 250 m na północ.
Między 9 i 30 lipca 2007 dworzec regionalny był przez trzy tygodnie zamknięty w celu dokonania wymiany 30-letnich szyn.

## Organizacja ruchu
Linie S8 i S9 S-Bahn Ren-Men łączą port lotniczy z głównym dworcem kolejowym miasta, Frankfurt (Main) Hauptbahnhof, jak i innymi stacjami kolejowymi sieci, m.in. w Wiesbaden, Moguncji i Hanau.
Ze względu na położenie w tunelu nie wszystkie pojazdy szynowe napędzane spalinowym silnikiem wysokoprężnym mogą wjeżdżać na stację. Możliwość wjazdu uzależniona jest od ilości wydzielanych przez typ pojazdu spalin. Obecnie co pół godziny przejeżdżają przez dworzec samobieżne zespoły trakcyjne typu 612 na trasie Frankfurt (Main) Hauptbahnhof – Saarbrücken Hauptbahnhof.
W celu uniknięcia nieprzyjemnych dla pasażerów pomyłek między dworcem dalekobieżnym a regionalnym numeracja torów dworca dalekobieżnego stanowi kontynuację numeracji stacji lokalnej. Oznacza to, że na stacji regionalnej tory noszą numery od „Regio 1" do „Regio 3", zaś na dalekobieżnej od „Fern 4" do „Fern 7".